# Рейтинг сборных ФИФА
|                                                    |                |                  |         |
| Топ-25 рейтинга от 3 апреля 2025                   |                |                  |         |
| №                                                  | Подъём/падение | Сборная          | Очки    |
| 1                                                  | ▬              | Аргентина        | 1886.16 |
| 2                                                  | ▲ 1            | Испания          | 1854.64 |
| 3                                                  | ▼ 1            | Франция          | 1852.71 |
| 4                                                  | ▬              | Англия           | 1819.2  |
| 5                                                  | ▬              | Бразилия         | 1776.03 |
| 6                                                  | ▲ 1            | Нидерланды       | 1752.44 |
| 7                                                  | ▼ 1            | Португалия       | 1750.08 |
| 8                                                  | ▬              | Бельгия          | 1735.75 |
| 9                                                  | ▬              | Италия           | 1718.31 |
| 10                                                 | ▬              | Германия         | 1716.98 |
| 11                                                 | ▲ 2            | Хорватия         | 1698.66 |
| 12                                                 | ▲ 2            | Марокко          | 1694.24 |
| 13                                                 | ▼ 2            | Уругвай          | 1679.49 |
| 14                                                 | ▼ 2            | Колумбия         | 1679.04 |
| 15                                                 | ▬              | Япония           | 1652.64 |
| 16                                                 | ▬              | США              | 1648.81 |
| 17                                                 | ▲ 2            | Мексика          | 1646.94 |
| 18                                                 | ▬              | Иран             | 1637.39 |
| 19                                                 | ▼ 2            | Сенегал          | 1630.32 |
| 20                                                 | ▬              | Швейцария        | 1624.75 |
| 21                                                 | ▬              | Дания            | 1617.54 |
| 22                                                 | ▬              | Австрия          | 1580.22 |
| 23                                                 | ▬              | Республика Корея | 1574.93 |
| 24                                                 | ▬              | Эквадор          | 1567.95 |
| 25                                                 | ▬              | Украина          | 1559.81 |
| Изменение позиции — по сравнению с 19 декабря 2024 |                |                  |         |
| Полный список на сайте ФИФА                        |                |                  |         |

Рейтинг сборных ФИФА или Мировой рейтинг ФИФА/Coca-Cola (англ. The FIFA/Coca-Cola World Ranking) — система ранжирования национальных сборных по футболу. Впервые была введена в 1993 году как относительный показатель силы сборной команды на текущий момент, позволяющий оценить динамику роста команды. В июле 2006 года, после чемпионата мира в Германии и в августе 2018 года, после чемпионата мира в России, в систему начисления очков были внесены значительные изменения.
Количество очков в рейтинге зависит от результатов игр команды, силы соперников и важности матчей. За каждый сыгранный матч командам прибавляются или вычитаются очки согласно правилам.
Рейтинг ФИФА считается официальным, кроме него существует ещё несколько неофициальных систем ранжирования.
В 2022 году сборная Бразилии возглавила таблицу рейтинга FIFA. За всю историю рейтинга только 8 сборных достигали первой строчки, из них 6 сборных из Европы — Германия, Италия, Франция, Испания, Нидерланды, Бельгия, и 2 из Южной Америки — Бразилия и Аргентина.
10 июня 2018 года объявили, что после окончания чемпионата мира 2018 года будет введена в действие новая система рейтинга, основанная на рейтинге Эло. Первый рейтинг-лист по новой системе был опубликован 16 августа 2018 года. В нём Россия показала самый стремительный подъём (на 21 строчку) и заняла 49 место.

## Действующая система рейтинга (с августа 2018 года)
Новая система рейтинга, одобренная исполкомом ФИФА 10 июня 2018 года, основана на прибавлении или вычитании очков из рейтинга команды после каждого проведённого матча по формуле {\displaystyle P=P_{before}+I*(W-W_{e})}, где
- {\displaystyle P_{before}} — рейтинг команды до матча
- {\displaystyle I} — коэффициент важности матча:
  - 5 — товарищеский матч за пределами «окон» календаря международных матчей
  - 10 — товарищеский матч в пределах «окон» календаря международных матчей
  - 15 — матчи групповых турниров Лиг наций
  - 25 — матчи плей-офф и финалов Лиг наций
  - 25 — отборочные игры чемпионатов конфедераций и чемпионата мира
  - 35 — матчи финальных турниров чемпионатов конфедераций до стадии 1/4 финала
  - 40 — матчи финальных турниров чемпионатов конфедераций начиная с 1/4 финала
  - 50 — матчи финального турнира чемпионата мира до стадии 1/4 финала
  - 60 — матчи финального турнира чемпионата мира начиная со стадии 1/4 финала
- {\displaystyle W} — результат матча:
  - 0 — поражение в основное или дополнительное время
  - 0,5 — ничья или поражение в серии послематчевых пенальти
  - 0,75 — победа в серии послематчевых пенальти
  - 1 — победа в основное или дополнительное время
- {\displaystyle W_{e}} — ожидаемый результат матча: {\displaystyle W_{e}={\frac {1}{10^{-{\frac {dr}{600}}}+1}}}, где dr — разница рейтингов соперников перед матчем; из рейтинга команды, для которой проводится подсчёт, вычитается рейтинг её соперника.

Особые условия:
- Если пенальти назначены после матча, в котором есть победитель (то есть после второго матча двухматчевой серии), то они не учитываются при подсчёте рейтинга, матч рассматривается как обычный.
- Если в матчах стадий плей-офф финальных турниров результат команды окажется хуже ожидаемого (поражение или победа по пенальти над существенно более слабой командой), то её рейтинг не изменяется.

Таким образом, из системы подсчёта рейтинга исключены подсчёт среднего числа очков, набранных командой за год, и показатель силы конфедераций. По мнению создателей рейтинга, новая система приведёт к тому, что команды станут проводить больше товарищеских матчей (ранее некоторые команды избегали их из-за негативного влияния на среднегодовой рейтинг), а сила команд разных конфедераций будет отражаться более объективно. Кроме того, для команд стран-организаторов турниров будут смягчены негативные последствия неучастия в отборочных матчах.
В качестве исходных рейтингов предполагалось использовать последние рейтинги команд по ранее действовавшей системе, однако в итоге командам равномерно распределили стартовые значения рейтинга от 1600 до 800 в зависимости от занимаемого места в рейтинге от 7 июня 2018 года; разница между соседними местами составила 4 балла рейтинга:
{\displaystyle P_{seeding}=1600-(R-1)*4},
где R — место в рейтинге, причём если две или более команд делили место в рейтинге, то команда, следующая за ними, получала ближайшее возможное значение R; так, если две команды делили 11 место в рейтинге, они получали R=11, а следующая за ними команда получала R=12, а не 13.

### Ранжирование
Команды располагаются в рейтинг-листе порядке убывания своего рейтинга. В случае совпадения значений рейтинга у нескольких команд все они занимают наилучшее место из возможных с пропуском соответствующего количества последующих мест в списке (например если две команды занимают в рейтинге 20-е место, то следующая за ними команда займёт 22-е; если три — то 23-е и так далее).

### Обновление
ФИФА публикует рейтинг-листы один раз в 1 или 2 месяца, по четвергам, за редким исключением. Даты уже опубликованных выпусков рейтинга в 2021 году: 18 февраля, 7 апреля, 27 мая, 12 августа и 16 сентября, 21 октября, анонсированный выпуск на 25 ноября был опубликован почти на неделю раньше 19 ноября; анонсирован выпуск 23 декабря. Дата выпуска следующей версии рейтинга публикуется в новости о релизе предшествующей версии. 
В 2020 публикация рейтинга от 16 июля была отменена в связи с отсутствием международных матчей из-за пандемии COVID-19, а в версии рейтинга от 11 июня не было изменений сравнению с рейтингом от 9 апреля, который почти не отличался от рейтинга от 20 февраля, так как за этот период во всём мире было сыграно только 4 международных матча, а единственным изменением позиции было повышение на 1 строчку сборной Южного Судана, которая при этом не сыграла ни одного матча за расчётный период.

### Примеры подсчёта очков
Ниже приведены подробные результаты расчёта рейтинга сборной России за последние десять матчей после встречи со сборной Замбии 25 марта 2025 года, после публикации рейтинга от 3 апреля 2025 года.
| Подсчет очков для рейтинга на примере сборной России                                    | Подсчет очков для рейтинга на примере сборной России                                    | Подсчет очков для рейтинга на примере сборной России                                    | Подсчет очков для рейтинга на примере сборной России                                    | Подсчет очков для рейтинга на примере сборной России                                    | Подсчет очков для рейтинга на примере сборной России                                    | Подсчет очков для рейтинга на примере сборной России                                    | Подсчет очков для рейтинга на примере сборной России                                    | Подсчет очков для рейтинга на примере сборной России                                    | Подсчет очков для рейтинга на примере сборной России |
| Дата                                                                                    | Соперник                                                                                | Счёт                                                                                    | Результат                                                                               | Важность                                                                                | Статус                                                                                  | Очки до матча                                                                           | Очки соперника до матча                                                                 | Ожидаемый результат                                                                     | Очки после матча                                     |
| --------------------------------------------------------------------------------------- | --------------------------------------------------------------------------------------- | --------------------------------------------------------------------------------------- | --------------------------------------------------------------------------------------- | --------------------------------------------------------------------------------------- | --------------------------------------------------------------------------------------- | --------------------------------------------------------------------------------------- | --------------------------------------------------------------------------------------- | --------------------------------------------------------------------------------------- | ---------------------------------------------------- |
| 12.10.23                                                                                | Камерун                                                                                 | 1:0                                                                                     | 1                                                                                       | 10                                                                                      | ТМ                                                                                      | 1495,53                                                                                 | 1475,60                                                                                 | 0,5191                                                                                  | 1500,34                                              |
| 16.10.23                                                                                | Кения                                                                                   | 2:2                                                                                     | 0,5                                                                                     | 10                                                                                      | ТМ                                                                                      | 1500,34                                                                                 | 1177,33                                                                                 | 0,7755                                                                                  | 1497,63                                              |
| Итого очков в рейтинге выпуска от 26.10.2023 с округлением до сотых балла               | Итого очков в рейтинге выпуска от 26.10.2023 с округлением до сотых балла               | Итого очков в рейтинге выпуска от 26.10.2023 с округлением до сотых балла               | Итого очков в рейтинге выпуска от 26.10.2023 с округлением до сотых балла               | Итого очков в рейтинге выпуска от 26.10.2023 с округлением до сотых балла               | Итого очков в рейтинге выпуска от 26.10.2023 с округлением до сотых балла               | Итого очков в рейтинге выпуска от 26.10.2023 с округлением до сотых балла               | Итого очков в рейтинге выпуска от 26.10.2023 с округлением до сотых балла               | Итого очков в рейтинге выпуска от 26.10.2023 с округлением до сотых балла               | 1497,63                                              |
| 20.11.23                                                                                | Куба                                                                                    | 8:0                                                                                     | 1                                                                                       | 10                                                                                      | ТМ                                                                                      | 1497,63                                                                                 | 981,87                                                                                  | 0,8786                                                                                  | 1498,84                                              |
| Итого очков в рейтинге выпусков от 30.11.2023 — 15.02.2024 с округлением до сотых балла | Итого очков в рейтинге выпусков от 30.11.2023 — 15.02.2024 с округлением до сотых балла | Итого очков в рейтинге выпусков от 30.11.2023 — 15.02.2024 с округлением до сотых балла | Итого очков в рейтинге выпусков от 30.11.2023 — 15.02.2024 с округлением до сотых балла | Итого очков в рейтинге выпусков от 30.11.2023 — 15.02.2024 с округлением до сотых балла | Итого очков в рейтинге выпусков от 30.11.2023 — 15.02.2024 с округлением до сотых балла | Итого очков в рейтинге выпусков от 30.11.2023 — 15.02.2024 с округлением до сотых балла | Итого очков в рейтинге выпусков от 30.11.2023 — 15.02.2024 с округлением до сотых балла | Итого очков в рейтинге выпусков от 30.11.2023 — 15.02.2024 с округлением до сотых балла | 1498,84                                              |
| 21.03.24                                                                                | Сербия                                                                                  | 4:0                                                                                     | 1                                                                                       | 10                                                                                      | ТМ                                                                                      | 1498,84                                                                                 | 1517,43                                                                                 | 0,4822                                                                                  | 1504,02                                              |
| Итого очков в рейтинге выпуска от 04.04.2024 с округлением до сотых балла               | Итого очков в рейтинге выпуска от 04.04.2024 с округлением до сотых балла               | Итого очков в рейтинге выпуска от 04.04.2024 с округлением до сотых балла               | Итого очков в рейтинге выпуска от 04.04.2024 с округлением до сотых балла               | Итого очков в рейтинге выпуска от 04.04.2024 с округлением до сотых балла               | Итого очков в рейтинге выпуска от 04.04.2024 с округлением до сотых балла               | Итого очков в рейтинге выпуска от 04.04.2024 с округлением до сотых балла               | Итого очков в рейтинге выпуска от 04.04.2024 с округлением до сотых балла               | Итого очков в рейтинге выпуска от 04.04.2024 с округлением до сотых балла               | 1504,02                                              |
| 07.06.24                                                                                | Беларусь                                                                                | 4:0                                                                                     | 1                                                                                       | 10                                                                                      | ТМ                                                                                      | 1504,02                                                                                 | 1226,54                                                                                 | 0,7436                                                                                  | 1506,58                                              |
| Итого очков в рейтинге выпусков от 20.06 — 18.07.2024 с округлением до сотых балла      | Итого очков в рейтинге выпусков от 20.06 — 18.07.2024 с округлением до сотых балла      | Итого очков в рейтинге выпусков от 20.06 — 18.07.2024 с округлением до сотых балла      | Итого очков в рейтинге выпусков от 20.06 — 18.07.2024 с округлением до сотых балла      | Итого очков в рейтинге выпусков от 20.06 — 18.07.2024 с округлением до сотых балла      | Итого очков в рейтинге выпусков от 20.06 — 18.07.2024 с округлением до сотых балла      | Итого очков в рейтинге выпусков от 20.06 — 18.07.2024 с округлением до сотых балла      | Итого очков в рейтинге выпусков от 20.06 — 18.07.2024 с округлением до сотых балла      | Итого очков в рейтинге выпусков от 20.06 — 18.07.2024 с округлением до сотых балла      | 1506,58                                              |
| 05.09.24                                                                                | Вьетнам                                                                                 | 3:0                                                                                     | 1                                                                                       | 10                                                                                      | ТМ                                                                                      | 1506,58                                                                                 | 1168,02                                                                                 | 0,7857                                                                                  | 1508,73                                              |
| Итого очков в рейтинге выпусков от 19.09 — 24.10.2024 с округлением до сотых балла      | Итого очков в рейтинге выпусков от 19.09 — 24.10.2024 с округлением до сотых балла      | Итого очков в рейтинге выпусков от 19.09 — 24.10.2024 с округлением до сотых балла      | Итого очков в рейтинге выпусков от 19.09 — 24.10.2024 с округлением до сотых балла      | Итого очков в рейтинге выпусков от 19.09 — 24.10.2024 с округлением до сотых балла      | Итого очков в рейтинге выпусков от 19.09 — 24.10.2024 с округлением до сотых балла      | Итого очков в рейтинге выпусков от 19.09 — 24.10.2024 с округлением до сотых балла      | Итого очков в рейтинге выпусков от 19.09 — 24.10.2024 с округлением до сотых балла      | Итого очков в рейтинге выпусков от 19.09 — 24.10.2024 с округлением до сотых балла      | 1508,73                                              |
| 15.11.24                                                                                | Бруней                                                                                  | 11:0                                                                                    | 1                                                                                       | 10                                                                                      | ТМ                                                                                      | 1508,73                                                                                 | 900,75                                                                                  | 0,9116                                                                                  | 1509,61                                              |
| 19.11.24                                                                                | Сирия                                                                                   | 4:0                                                                                     | 1                                                                                       | 10                                                                                      | ТМ                                                                                      | 1509,61                                                                                 | 1252,19                                                                                 | 0,7287                                                                                  | 1512,32                                              |
| Итого очков в рейтинге выпусков от 28.11 — 19.12.2024 с округлением до сотых балла      | Итого очков в рейтинге выпусков от 28.11 — 19.12.2024 с округлением до сотых балла      | Итого очков в рейтинге выпусков от 28.11 — 19.12.2024 с округлением до сотых балла      | Итого очков в рейтинге выпусков от 28.11 — 19.12.2024 с округлением до сотых балла      | Итого очков в рейтинге выпусков от 28.11 — 19.12.2024 с округлением до сотых балла      | Итого очков в рейтинге выпусков от 28.11 — 19.12.2024 с округлением до сотых балла      | Итого очков в рейтинге выпусков от 28.11 — 19.12.2024 с округлением до сотых балла      | Итого очков в рейтинге выпусков от 28.11 — 19.12.2024 с округлением до сотых балла      | Итого очков в рейтинге выпусков от 28.11 — 19.12.2024 с округлением до сотых балла      | 1512,32                                              |
| 19.03.25                                                                                | Гренада                                                                                 | 5:0                                                                                     | 1                                                                                       | 10                                                                                      | ТМ                                                                                      | 1512,32                                                                                 | 955,50                                                                                  | 0,8944                                                                                  | 1513,38                                              |
| 25.03.25                                                                                | Замбия                                                                                  | 5:0                                                                                     | 1                                                                                       | 10                                                                                      | ТМ                                                                                      | 1513,38                                                                                 | 1279,24                                                                                 | 0,7106                                                                                  | 1516,27                                              |
| Итого очков в рейтинге выпуска от 03.04.2025 с округлением до сотых балла               | Итого очков в рейтинге выпуска от 03.04.2025 с округлением до сотых балла               | Итого очков в рейтинге выпуска от 03.04.2025 с округлением до сотых балла               | Итого очков в рейтинге выпуска от 03.04.2025 с округлением до сотых балла               | Итого очков в рейтинге выпуска от 03.04.2025 с округлением до сотых балла               | Итого очков в рейтинге выпуска от 03.04.2025 с округлением до сотых балла               | Итого очков в рейтинге выпуска от 03.04.2025 с округлением до сотых балла               | Итого очков в рейтинге выпуска от 03.04.2025 с округлением до сотых балла               | Итого очков в рейтинге выпуска от 03.04.2025 с округлением до сотых балла               | 1516,27                                              |

 Победа •  Ничья •  Поражение

Пример подсчёта разных исходов
Ниже приведены возможные результаты на примере сборной России в предстоящем матче.
| Подсчет очков для рейтинга на примере сборной России | Подсчет очков для рейтинга на примере сборной России | Подсчет очков для рейтинга на примере сборной России | Подсчет очков для рейтинга на примере сборной России | Подсчет очков для рейтинга на примере сборной России | Подсчет очков для рейтинга на примере сборной России | Подсчет очков для рейтинга на примере сборной России | Подсчет очков для рейтинга на примере сборной России | Подсчет очков для рейтинга на примере сборной России | Подсчет очков для рейтинга на примере сборной России | Подсчет очков для рейтинга на примере сборной России |
| Дата                                                 | Соперник                                             | Важность                                             | Статус                                               | Очки до матча                                        | Очки соперника до матча                              | Ожидаемый результат                                  | Возможные очки после матча                           | Возможные очки после матча                           | Возможные очки после матча                           |                                                      |
| Дата                                                 | Соперник                                             | Важность                                             | Статус                                               | Очки до матча                                        | Очки соперника до матча                              | Ожидаемый результат                                  | Победа                                               | Ничья                                                | Поражение                                            |                                                      |
| ---------------------------------------------------- | ---------------------------------------------------- | ---------------------------------------------------- | ---------------------------------------------------- | ---------------------------------------------------- | ---------------------------------------------------- | ---------------------------------------------------- | ---------------------------------------------------- | ---------------------------------------------------- | ---------------------------------------------------- | ---------------------------------------------------- |
| 06.06.25                                             | Нигерия                                              | 10                                                   | ТМ                                                   | 1516,27                                              | 1481,35                                              | 0,5335                                               | 1520,94                                              | 1515,94                                              | 1510,94                                              |                                                      |

• ТМ — Товарищеский матч

## История
В сентябре 2017 года ФИФА объявила о возможном пересмотре системы ранжирования после завершения отбора на Чемпионат мира 2018. Новая система была введена в действие после окончания ЧМ-2018, первый рейтинг-лист по новой системе был опубликован 16 августа и учитывал матчи чемпионата мира.
Предыдущая система подсчёта рейтинга была принята 7 декабря 2005 года и официально введена в действие сразу после окончания чемпионата мира 2006 года. Первый рейтинг-лист по этой системе был опубликован 12 июля 2006 года.

### Система подсчёта рейтинга (2006—2018)
В основе системы лежал принцип начисления очков за каждый сыгранный матч и подсчёт среднего количества очков за каждый год, предшествующий выпуску рейтинга. Количество получаемых очков за матч было не фиксировано и зависело от соперника, результата и важности матча.
За игру команда теоретически могла заработать от 0 до 2400 очков рейтинга. Максимальное значение (2400) начислялось за победу над лидером рейтинга в рамках финального турнира чемпионата мира, при условии, что обе сборные относились к конфедерациям с максимальным региональным коэффициентом 1 (см. ниже; в 2010—2014 годах этими конфедерациями были УЕФА и КОНМЕБОЛ). Так, сборные Нидерландов и Чили получили по 2400 очков за победы над сборной Испании на Чемпионате мира 2014.
0 очков начислялось в случае любого поражения (за исключением поражения в серии послематчевых пенальти).
Минимальное ненулевое количество очков — 42,5. Столько получала команда, сыгравшая вничью в товарищеском матче со сборной, занимавшей в рейтинге 150-е или более низкое место, если обе они относились к конфедерациям с минимальным коэффициентом.

#### Очки за исход матча
За исход матча начислялись:
- победа в основное или дополнительное время — 3 очка;
- победа в серии послематчевых пенальти — 2 очка;
- ничья или поражение в серии послематчевых пенальти — 1 очко;
- поражение в основное или дополнительное время — 0 очков.

Если матч завершался серией послематчевых пенальти, то команды получали 2 очка за победу и 1 очко за поражение вне зависимости от исхода основного и дополнительного времени матча (имеет значение в случаях, когда послематчевые пенальти были назначены по итогам двухматчевого поединка). Это приводило к парадоксальной ситуации: если команда проигрывала первый матч, например со счётом 0:2, выигрывала второй матч 2:0, выигрывала затем серию пенальти и побеждала таким образом по итогам двух матчей, она получала за второй матч 2 очка. Если же эта команда побеждала во втором матче с недостаточным для общей победы счётом 1:0 — она получала 3 очка.

#### Коэффициент важности матча
Поскольку матчи Чемпионата мира имеют гораздо большее значение, чем, например, товарищеские матчи, существовал коэффициент важности:
| Вид матча                                                              | Коэффициент |
| ---------------------------------------------------------------------- | ----------- |
| Товарищеский матч                                                      | 1.0         |
| Квалификационный раунд континентального первенства и чемпионата мира   | 2.5         |
| Финальная стадия континентального первенства и Кубка конфедераций ФИФА | 3.0         |
| Финальная стадия чемпионата мира                                       | 4.0         |

При этой системе команды стран-организаторов крупных турниров, таких, как чемпионат мира или континента, оказывались в худшем положении, поскольку попадали на эти соревнования автоматически и не участвовали в отборочных матчах, что приводило к их понижению в рейтинге. Несмотря на это, ФИФА отказалась учитывать этот фактор, поскольку это усложнило бы расчёты, а такие команды уже имели преимущество в виде автоматического участия в турнире.

#### Коэффициент силы соперника
Победа над сильным соперником давала существенно больше очков, чем победа над слабым. Этот коэффициент зависел от места соперника в последнем на дату матча рейтинге и равен:
- 1 место — 200
- 2—149 места — 200 минус место соперника (например 190 для соперника, занимающего 10-е место в рейтинге)
- 150 место и ниже — 50

#### Региональный коэффициент
Поскольку уровень футбола, например в Океании и Европе, отличается, существовал региональный коэффициент, который варьировался от 0.85 до 1.00. Приведённые ниже коэффициенты применялись, если встречаются две сборные из одного региона. При встрече команд с разных континентов вычислялся среднеарифметический коэффициент (например при встрече сборных из Европы и Африки в 2014—2018 гг., региональный коэффициент был равен (0.99+0.85)/2=0.92).
Коэффициент вычислялся на основе относительного выступления сборных разных конфедераций в финальных стадиях предыдущих трёх чемпионатов мира.
Коэффициенты:
| Конфедерация | После ЧМ-2014 и до июня 2018 года | После ЧМ-2010 и до ЧМ-2014 включительно | После ЧМ-2006 и до ЧМ-2010 включительно | До ЧМ-2006 включительно |
| ------------ | --------------------------------- | --------------------------------------- | --------------------------------------- | ----------------------- |
| УЕФА         | 0.99                              | 1.00                                    | 1.00                                    | 1.00                    |
| КОНМЕБОЛ     | 1.00                              | 1.00                                    | 0.98                                    | 0.99                    |
| КОНКАКАФ     | 0.85                              | 0.88                                    | 0.85                                    | 0.88                    |
| КАФ          | 0.85                              | 0.86                                    | 0.85                                    | 0.85                    |
| АФК          | 0.85                              | 0.86                                    | 0.85                                    | 0.85                    |
| ОФК          | 0.85                              | 0.85                                    | 0.85                                    | 0.85                    |

Региональные коэффициенты рассчитывались следующим образом:
1. Учитывались только матчи между сборными разных конфедераций в финальных стадиях трёх последних чемпионатов мира;
2. Каждая конфедерация получала 1 очко за победу своей команды в учитываемом матче, 0,5 очка за ничью и 0 очков за поражение;
3. Для каждого из учитываемых ЧМ подсчитывалось среднее количество очков за матч для каждой конфедерации;
4. Для каждой конфедерации средние количества очков на трёх учитываемых ЧМ складывались и делились на 3;
5. Результаты, полученные в п. 4 для каждой конфедерации, сравнивались с результатом лучшей конфедерации по формуле {\displaystyle {\sqrt[{4}]{avg1/avg2}}}, где:

avg1 — результат конфедерации, для которой рассчитывается коэффициент;
avg2 — результат лучшей конфедерации.
Результат сравнения округлялся до второго знака после запятой; он и являлся региональным коэффициентом (таким образом, лучшая конфедерация всегда имела коэффициент 1,00).
Если коэффициент конфедерации оказывался меньше, чем 0,85, то он принимался равным 0,85. Если команды конфедерации не участвовали в трёх последних ЧМ, то её коэффициент принимался равным коэффициенту слабейшей конфедерации из участвовавших.
Сборные из Южной Америки (КОНМЕБОЛ), например, провели на ЧМ-06, ЧМ-10 и ЧМ-14 соответственно 17, 24 и 24 матча со сборными других конфедераций и набрали соответственно 10,5, 16 и 17 очков, что даёт в среднем 0,62, 0,67 и 0,71 очков за игру. Сложив средние значения и разделив сумму на 3, получаем 0,67. Это лучший результат среди всех конфедераций, следовательно, региональный коэффициент равен {\displaystyle {\sqrt[{4}]{0,67/0,67}}={\sqrt[{4}]{1}}=1}
Сборные из Европы (УЕФА) провели на ЧМ-06, ЧМ-10 и ЧМ-14 соответственно 34, 34 и 41 матч со сборными других конфедераций и набрали соответственно 26, 20 и 24,5 очков, что даёт в среднем 0,76, 0,59 и 0,60 очков за игру. Сложив средние значения и разделив сумму на 3, получаем 0,65. Подстановка в формулу этого значения и значения лучшей конфедерации (КОНМЕБОЛ — 0,67) даёт результат: {\displaystyle {\sqrt[{4}]{0,65/0,67}}\approx 0.99}

#### Коэффициент давности
Чтобы придать большее значение недавним играм, применялся коэффициент, зависевший от давности матча:
- менее 12 месяцев назад — 1.0;
- 12—24 месяца назад — 0.5;
- 24—36 месяцев назад — 0.3;
- 36—48 месяцев назад — 0.2.

Более ранние матчи не учитывались.

#### Результат
Общее количество очков за каждый матч складывалось из:
- очки за исход матча;
- умножение на коэффициент важности матча;
- умножение на коэффициент силы соперника;
- умножение на региональный коэффициент.

Затем вычислялись средние значения рейтингов (путём суммирования очков во всех матчах и деления их на количество матчей) для каждого из четырёх предшествующих 12-месячных отрезков. Если в течение какого-то 12-месячного отрезка команда провела меньше 5 матчей, то сумма её очков за этот период делилось на 5. Эти средние значения за каждый 12-месячный период умножались на соответствующий коэффициент давности, складывались и давали окончательный рейтинг команды, который округлялся до целого числа баллов. Сборная, не сыгравшая ни одного матча в течение 4 лет, исключалась из рейтинга (как, например, исключалась из рейтинга сборная Сан-Томе и Принсипи, не проводившая игр с 2003 по 2011 год).